# غریبه‌ها: فصل ۳
غریبه‌ها: فصل ۳ یک فیلم آمریکایی اسلشر به کارگردانی رنی هارلین و نویسندگی آلن آر. کوهن و آلن فریدلند است. این فیلم با بازی مادلین پچ پنجمین فیلم از مجموعه فیلم غریبه‌ها است. این آخرین قسمت از یک سه‌گانه جدید از فیلم‌ها و دنباله مستقیم فیلم غریبه‌ها: فصل ۲ است که داستان آن حول محور زوجی است که با سه غریبه نقابدار روان پریش و عواقب آن در تماس می‌شوند.
غریبه‌ها: فصل ۳ برای اکران در سال ۲۰۲۴ برنامه‌ریزی شده‌است.

## خلاصه داستان
مایا با دوست پسر دیرینه اش، رایان، با رانندگی در سراسر کشور سعی دارند تا زندگی جدیدی را با هم در شمال غربی اقیانوس آرام آغاز کنند. در طول راه، ماشین آنها در وینس، اورگن خراب می‌شود و آنها مجبور می‌شوند شب را در خانه ای جدا شده از ایربی‌ان‌بی بگذرانند. در طول شب آنها توسط سه غریبه قاتل نقابدار وحشت زده می‌شوند.

## بازیگران
- مادلین پچ در نقش مایا[۲]

## تولید
تصویربرداری اصلی هر سه فیلم در سپتامبر ۲۰۲۲ در براتیسلاوا، اسلواکی آغاز شد و در نوامبر ۲۰۲۲ به پایان رسید. هارلین به انترتینمنت ویکلی گفت که «این چالش یک عمر بود، اما من واقعاً آن را پذیرفتم. صبح دوشنبه، می‌توانستم فصل دوم را فیلمبرداری کنم، دوشنبه بعدازظهر فصل اول را، و صبح سه‌شنبه می‌توانستم فصل سوم را فیلمبرداری کنم. این امر برای بازیگران، از نظر گریم و طراحی صحنه، و برای مدیر فیلمبرداری من بسیار سخت بود، زیرا ما می‌خواستیم نوعی زبان بصری ایجاد کنیم که رشد کند تا فیلم‌ها بزرگتر شوند. هرچه پیش می‌رویم، فیلم حماسی‌تر می‌شود.

## آینده
در اکتبر ۲۰۲۳ در کامیک کان نیویورک، هارلین اظهار داشت که برنامه‌هایی برای ساخت فیلم‌های دیگری فراتر از سه‌گانه غریبه‌ها وجود دارد. فیلمساز تصدیق کرد که این سه‌گانه یک داستان منسجم را به اوج می‌رساند، در حالی که طرح اصلی ممکن است پس از آن ادامه یابد. او بعداً اظهار داشت که فصل ۳ عمداً دارای یک پایان نفس‌گیر برای ادای احترام به صحنه پایانی فیلم اصلی و همچنین برای تنظیم قسمت‌های بعدی است.